# Liste der Stolpersteine in Schorfheide

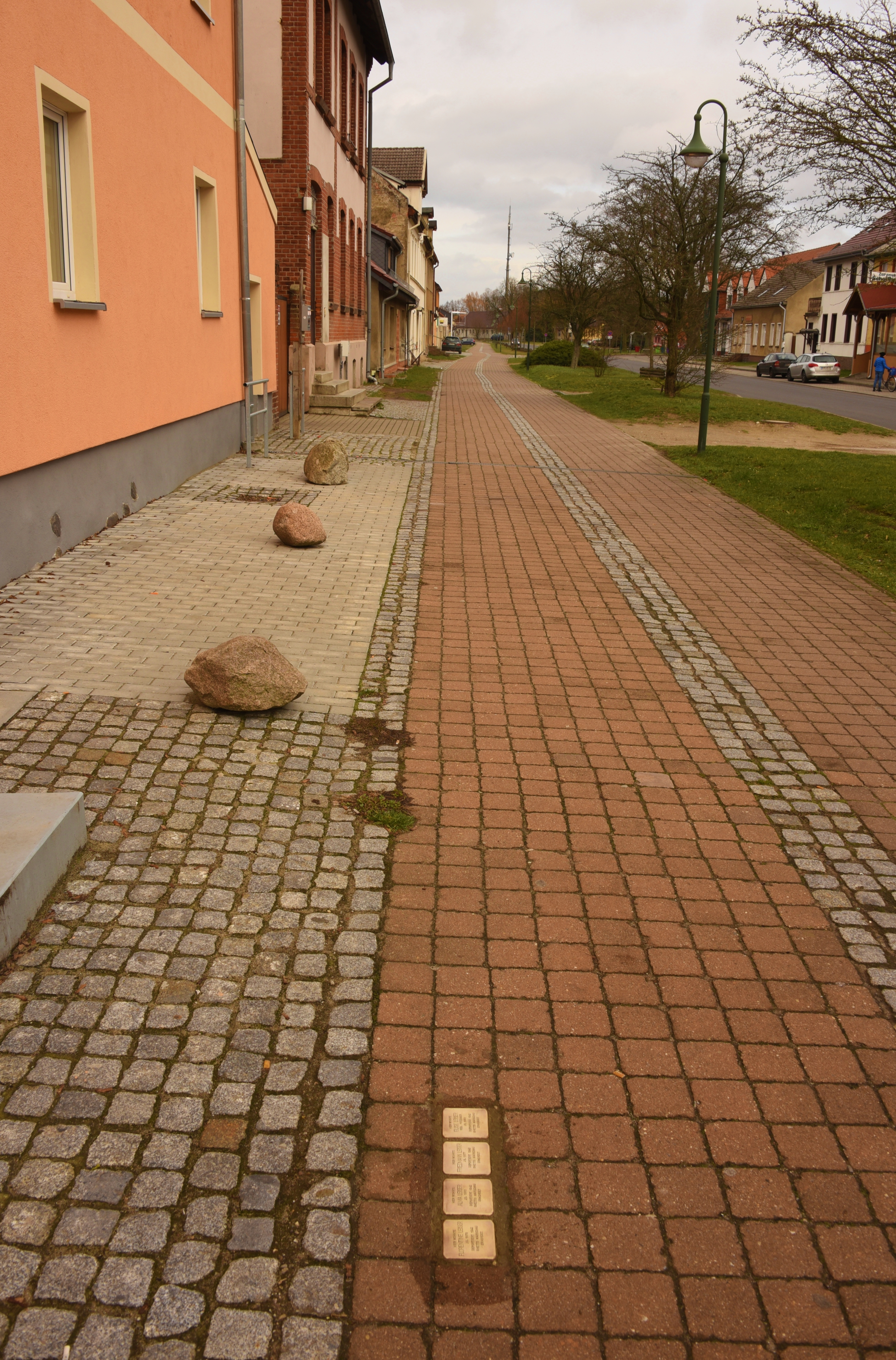
Stolpersteine in Schorfheide

Die Liste der Stolpersteine in Schorfheide enthält die Stolpersteine, welche im Rahmen des gleichnamigen Projekts von Gunter Demnig in Schorfheide verlegt wurden. Mit ihnen soll an Opfer des Nationalsozialismus erinnert werden, die in den Ortsteilen Finowfurt, Groß Schönebeck und Lichterfelde von Schorfheide lebten und wirkten.
Die ersten Verlegungen in Schorfheide erfolgten durch den Künstler am 30. März 2015.

## Verlegte Stolpersteine
| Bild | Inschrift                                                                                         | Adresse                                       | Name, Leben |
| ---- | ------------------------------------------------------------------------------------------------- | --------------------------------------------- | --- |
|      | HIER WOHNTE EUGEN EPSTEIN JG. 1908 DEPORTIERT 1942 GHETTO WARSCHAU SCHICKSAL UNBEKANNT            | Lichterfelde, · Eberswalder Straße 51 ·       | Eugen Epstein wurde am 15. März 1908 in Berlin-Charlottenburg geboren. Seine Mutter war Martha Epstein, eine Jüdin, über den Vater gibt es keine verlässlichen Angaben. Im zweiten Lebensjahr kam er zu seinen Pflegeeltern, August und Helene Förste aus Werbellin, die ihn protestantisch erzogen. 1922 wurde er getauft und konfirmiert. Danach absolvierte er eine Schlosserlehre bei Gustav Beuster in Lichterfelde. Von 1925 bis 1942 arbeitete er bei den Firmen Hirsch & Kupfer und Rohrbiegerei Wegener in Eberswalde. Er lernte Margot geb. Ring, eine Jüdin aus dem pommerschen Stojentin, kennen und heiratete sie am 30. Oktober 1937. Durch diese Beziehung war sein Schicksal besiegelt. Als Christ wäre er (und auch seine Frau) wegen „Rassenschande“ vor Gericht gestellt und verurteilt worden, als Jude wurde er (und auch seine Frau) nach Osten deportiert und ermordet. Das NS-Regime klassifizierte ihn als Juden und stellte ihn und seine Frau auf der Liste der „Abwandernden“, wie es im NS-Beamtendeutsch hieß. Sie wurden aufgefordert, sich am 13. April 1942 im Sammellager der Großen Hamburger Straße in Berlin einfinden. Sie verabschiedeten sich in Briefform von den Pflegeeltern: „Ich sass an Deinem Schreibtisch still und stumm, die Tränen rannten mir von den Wangen, jedoch es hilft mir alles nichts, die Stunde nahte und wir müssen uns trennen... Lieber, guter Vater... Du hast sehr viel an uns getan, dafür sind wir Dir immer noch Dank schuldig, aber wir können es Dir leider nicht mehr danken, da unsere Stunde nun geschlagen hat, wo wir uns für immer trennen müssen. Wenn Du diese Zeilen findest, werden wir beide wohl nicht mehr unter den Lebenden zu rechnen sein. So, lieber Vater, sage ich Dir für Deine Güte, die Du für uns beide getan hast, auf diesem Wege meinen recht herzlichen Dank. Ich wollte Dir alles sagen aber es war mir zu schwer zumute. Nun habe ich es hier auf diesen Zettel geschrieben. Sollten wir nicht mehr am Leben sein, so gedenke auch unser in weiter, weiter fremder Erde. Nun zum Schluss als herzlichen letzten Gruss Deine an Dich denkenden Kinder – Eugen und Margot.“ Die Eheleute wurden direkt in das Warschauer Ghetto deportiert und dort getrennt. Eugen Epstein wurde für auswärtige Arbeitseinsätze eingeteilt und kam nicht wieder zurück. Auch seine Frau wurde im besetzten Polen zu einem Opfer der Shoah. Nachforschungen der Pflegeeltern beim Deutschen Roten Kreuz blieben ergebnislos. |
|      | HIER WOHNTE MARGOT EPSTEIN GEB. RING JG. 1913 DEPORTIERT 1942 GHETTO WARSCHAU SCHICKSAL UNBEKANNT | Lichterfelde, · Eberswalder Straße 51 ·       | Margot Epstein geb. Ring wurde am 18. November 1913 im pommerschen Stojentin geboren. Ihre Eltern waren Alex Ring und Berta geb. Zander, sie waren gläubige Juden und führten ein Kaufhaus. Von 1935 bis 1937 arbeitete sie in einem Altenheim in Stettin. Sie lernte Eugen Epstein aus Lichterfelde kennen und heiratete ihn am 30. Oktober 1937. Während der NS-Zeit galt sie als Jüdin und somit als Bürgerin zweiter Klasse ohne jegliche politischen Rechte. Auch ihr Ehemann, der 1922 getauft und konfirmiert worden war, galt als Jude. Die Eheleute wurden aufgefordert, sich am 13. April 1942 im Sammellager der Großen Hamburger Straße in Berlin einfinden. Sie wurden direkt in das Warschauer Ghetto deportiert und dort getrennt. Ihr Ehemann wurde für auswärtige Arbeitseinsätze eingeteilt und kam nicht wieder zurück. Margot Epstein blieb noch bis Mai 1943 im Ghetto und beschrieb in mehreren Briefe und Karten an ihren Schwiegervater das schwere Leben im Ghetto, den quälenden Hunger, die eisige Kälte und das Fehlen von Kleidung. Denn die Frauen mussten bei Wind und Wetter im Freien arbeiten, bei bis zu minus 30 Grad. Der letzte Brief: „Lieber Papa! Hoffentlich bist Du gesund, von mir kann ich dir nichts Besonderes mitteilen... Hier war wieder grosse Aufregung, nun ich kann Dir leider nicht viel berichten, nur eins kann ich Dir schreiben, das Ghetto brennt schon einige Tage, es ist furchtbar... Ich hätte nie gedacht, dass man um eine Scheibe Brot betteln muss und nachher noch dafür Handküsse geben aus Dankbarkeit, ja, ja, lieber Papa Hunger tut bitter weh... Heute hat man draussen Essen gekocht, es gab Spinat mit Wasser, nun haben wir bis Sonntagmittag nichts zu essen. Am Sonntag wird gearbeitet... Ich bin noch einmal gut davon gekommen und kann dem lieben Gott nicht genug dafür danken, sonst wäre ich heute nicht mehr. Einigen Frauen ist es so ergangen... ich kann darüber nicht schreiben.“ Auch Margot Epstein wurde Opfer der Shoah. |
|      | HIER WOHNTE ALMA LEISER JG. 1882 DEPORTIERT 1942 GHETTO WARSCHAU ERMORDET                         | Groß Schönebeck, · Ernst-Thälmann-Straße 46 · | Alma Leiser wurde am 29. August 1882 in Hermannsdorf, Provinz Posen, geboren. Ihre Eltern waren Julius Leiser und Amalie geb. Bukofzer. Sie hatte zumindest drei Geschwister, Friedmann (geb. 1877), Florentine (geb. 1879) und Jenny. Spätestens ab 1905 lebte die Familie in Groß Schönebeck in der Schorfheide, wo ihr Bruder ein Landwarenhaus führte, in dem Baumaterial, Werkzeug, Konfektion, Kleidung und Waren aller Arten angeboten wurden. Alma und Florentine Leiser, die beide unverheiratet blieben, arbeiteten im Geschäft des Bruders. Im Zuge der Novemberpogrome 1938 wurde das Geschäft verwüstet, die Familie konnte in ein nahegelegenes Gasthaus flüchten. Wenig später musste das Haus zwangsverkauft werden. Es folgten Jahre der Entrechtung und Demütigung. Am 14. April 1942 wurden Alma Leiser, ihre Schwester Florentine, ihr Bruder und die Schwägerin in das Warschauer Ghetto abtransportiert. Alle vier Familienmitglieder wurden Opfer der Shoah. |
|      | HIER WOHNTE ELISE LEISER GEB. PUTZINGER JG. 1883 DEPORTIERT 1942 GHETTO WARSCHAU ERMORDET         | Groß Schönebeck, · Ernst-Thälmann-Straße 46 · | Elise Leiser geb. Putzinger wurde am 7. September 1883 in Bärwalde geboren. Sie heiratete sie den beliebten Kaufmann Friedmann Leiser aus Groß Schönebeck. Es gab drei Töchter, Ingeborg Johanna (geb. am 2. März 1908), Marteliese (geb. 1909) und Alice (geb. am 12. Juli 1914), wobei die Elternschaft nicht in allen Fällen geklärt ist. Entweder hatten beide in erster Ehe jeweils eine Tochter und dann gemeinsam die dritte Tochter Alice – oder alle drei Töchter stammten vom Ehepaar. Während ihr Ehemann als Kaufmann ein eher extrovertiertes Leben führte und auch Lieferungen außerhalb des Ortes machte, lebte Elise Leiser sehr zurückgezogen, fernab der Öffentlichkeit. Im Zuge der Novemberpogrome 1938 wurde das Geschäft verwüstet, die Familie konnte in ein nahegelegenes Gasthaus flüchten. Wenig später musste das Haus zwangsverkauft werden. Es folgten Jahre der Entrechtung und Demütigung. Am 14. April 1942 wurden Elise Leiser, ihr Ehemann und die beiden Schwägerinnen Alma und Flora in das Warschauer Ghetto abtransportiert. Alle vier Familienmitglieder wurden Opfer der Shoah. Die erste Tochter heiratete Albert Spanjer, die zweite Fritz Kath, einen Nichtjuden, die dritte einen Herrn Nejmann. Alle drei Töchter, ihre Ehemänner und Kinder konnten die Shoah überleben. |
|      | HIER WOHNTE FLORENTINE LEISER JG. 1879 DEPORTIERT 1942 GHETTO WARSCHAU ERMORDET                   | Groß Schönebeck, · Ernst-Thälmann-Straße 46 · | Florentine Leiser, auch Flora, wurde am 8. November 1879 in Hermannsdorf, Provinz Posen, geboren. Ihre Eltern waren Julius Leiser und Amalie geb. Bukofzer. Sie hatte zumindest drei Geschwister, Friedmann (geb. 1877), Alma (geb. 1882) und Jenny. Spätestens ab 1905 lebte die Familie in Groß Schönebeck in der Schorfheide, wo ihr Bruder ein Landwarenhaus führte, in dem Baumaterial, Werkzeug, Konfektion, Kleidung und Waren aller Arten angeboten wurden. Florentine und Alma Leiser, die beide unverheiratet blieben, arbeiteten im Geschäft des Bruders. Im Zuge der Novemberpogrome 1938 wurde das Geschäft verwüstet, die Familie konnte in ein nahegelegenes Gasthaus flüchten. Wenig später musste das Haus zwangsverkauft werden. Es folgten Jahre der Entrechtung und Demütigung. Am 14. April 1942 wurden Florentine Leiser, ihre Schwester Alma, ihr Bruder und die Schwägerin in das Warschauer Ghetto abtransportiert. Alle vier Familienmitglieder wurden Opfer der Shoah. |
|      | HIER WOHNTE FRIEDMANN LEISER JG. 1877 DEPORTIERT 1942 GHETTO WARSCHAU ERMORDET                    | Groß Schönebeck, · Ernst-Thälmann-Straße 46 · | Friedmann Leiser wurde am 3. März 1877 in Hermannsdorf, Provinz Posen, geboren. Seine Eltern waren Julius Leiser und Amalie geb. Bukofzer. Er hatte zumindest drei Schwestern. Ab 1905 führte Friedmann Leiser ein Landwarenhaus in Groß Schönebeck, vorwiegend für Baumaterialien, Kleidung und Kolonialwaren. Er war beliebt im Ort, weil man bei ihm anschreiben konnte, weil er großzügig war und für Kinder immer etwas bereit liegen hatte, weil er alles besorgte, was gebraucht wurde. Auf Wunsch lieferte er die Waren auch per Fahrrad. Zwei seiner Schwestern, Alma und Florentine, die unverheiratet blieben, arbeiteten im Geschäft ihres Bruders. Er heiratete Elise geb. Putzinger aus Bärwalde. Es gab drei Töchter, Ingeborg Johanna (geb. am 2. März 1908 in Berlin), Marteliese (geb. 1909) und Alice (geb. am 12. Juli 1914 in Groß Schönebeck), wobei die Elternschaft nicht in allen Fällen geklärt ist. Entweder hatten beide in erster Ehe jeweils eine Tochter und dann gemeinsam in zweiter Ehe die dritte Tochter Alice – oder alle drei Töchter stammten vom Ehepaar. Im Ersten Weltkrieg wurde er eingezogen. Für seine Verdienste erhielt er das Eiserne Kreuz. Obwohl Herr Leiser so beliebt war im Ort, wurde sein Kaufhaus im Zuge der Novemberpogrome 1938 verwüstet, die Fenster wurden eingeschlagen und das Schuldenbuch gestohlen. Täter waren SA-Männer aus der Gemeinde, die aber Verstärkung aus dem Nachbarort Zerpenschleuse geholt hatten. Leiser selbst und seine Angehörigen konnten sich in den Gasthof der Familie Liepner flüchten. Fortan wurde strengstens kontrolliert, wer bei Friedmann Leiser einkaufte. Der Kaufmann wollte das Geschäft dennoch fortführen, doch am 4. Januar 1939 untersagte das Landratsamt Niederbarnim den Betrieb. Knapp drei Monate später, am 23. März 1939, erfolgte der Zwangsverkauf und Friedmann Leiser musste alle Wertgegenstände abgeben. Danach wurde auch noch Judenvermögensabgabe eingefordert und für drei Notzimmer im enteigneten Haus mussten für Ehepaar und die Schwestern nunmehr monatlich 20 Reichsmark Miete bezahlen. Am 14. April 1942 wurden Friedmann Leiser und die drei Damen in das Warschauer Ghetto abtransportiert. Alle vier Familienmitglieder wurden Opfer der Shoah. Die drei Töchter konnten die Shoah überleben, ebenso die dritte von Friedmann Leisers Schwestern, Jenny, Henny, Hanny oder Henriete Mandelkern. Sie wurde gemeinsam mit ihrem gehbehinderten Mann Moritz Mandelkern mehrere Jahre von der Familie Hübner im Ort versteckt. Deren Sohn Siegfried wurde verhaftet, verschleppt und in Auschwitz ermordet. 1945 emigrierte das Ehepaar nach Tel Aviv. |
|      | HIER WOHNTE HERTHA MAHLER JG. 1908 DEPORTIERT 1943 ERMORDET IN AUSCHWITZ                          | Finowfurt, · Hauptstraße 165 ·                | Hertha Mahler wurde am 24. März 1908 in Steinfurth geboren. Ihre Eltern waren Moritz und Else Mahler. Sie hatte eine zehn Jahre jüngere Schwester, Ruth. 1938, nachdem ihr Vater das Kaufhaus der Familie schließen musste, übersiedelte sie mit ihm und mit ihrer Schwester nach Berlin. Der Vater wurde vom NS-Regime im Januar 1942 nach Riga deportiert und im Zuge der Shoah ermordet. Sie wurden am 1. März 1943 in das Vernichtungslager Auschwitz deportiert und dort ermordet, ihre Schwester am 2. |
|      | HIER WOHNTE MORITZ MAHLER JG. 1875 DEPORTIERT 1942 RIGA ERMORDET                                  | Finowfurt, · Hauptstraße 165 ·                | Moritz Mahler wurde am 30. Dezember 1875 in Stanislau in Galizien geboren. Er war Kaufmann in Schorfheide, war mit Else verheiratet, die deutlich jünger war, und hatte zwei Töchter, Hertha, 1908 geboren, und Ruth, 1918 geboren. Das Haus war 1893 von seinem Vater, dem jüdischen Kaufmann Eduard Mahler, als Wohnhaus errichtet worden. 1912 eröffnete Moritz Mahler dort ein Kaufhaus für Waren aller Arten. "Wir haben ja vom Hering über Sauerkohl bis zum Auto alles verkauft, was zu haben war", erinnerte sich eine 95-jährige Zeitzeugin, Frida Thihatmer, die in den 1930er Jahren als Lehrling dort arbeitete, auch Teppiche, Gardinen und Möbel. Im ersten Stock hatten die Mahlers ihre Wohnung. Im zweiten Stock gab es Töpfe und Geschirr, im Anbau hinter dem Haus die Wäscheabteilung und Lagerräume für die Konfektion. Im Keller wurden die Marmeladen und Fässer gelagert. Es gab nur eine ausgelernte Verkäuferin. Den Löwenanteil der Arbeit bewältigten die beiden Töchter, zwei Neffen aus Polen und drei, vier Lehrlinge. Geöffnet war täglich bis 19 Uhr. Moritz Mahler war ein frommer Mann. In der Mittagspause setzte er sein Käppi auf und betete. Es gab sogar einen Versandhandel. Ein Kofferwagen versorgte die Dörfer der Umgebung. Die Beliebtheit des Eigentümers erklärt sich auch daraus, dass man bei ihm anschreiben konnte. Einige der Außenstände konnten eingetrieben werden, die meisten jedoch nicht. "Bei Moritzen haben sie alle gepumpt", so Frida Thihatmer: „Ich bin der Meinung, dass es heute noch Leute gibt, die bei Moritz Schulden haben.“ Seine Frau starb schon vor den Pogromen. Moritz Mahler und seine Töchter mussten 1938 aufgrund des radikal zunehmenden Antisemitismus die Gemeinde verlassen und nach Berlin ziehen. Die Spur von Moritz Mahler verliert sich in Berlin. Die Holzmarktstraße 66 wurde als letzte Adresse der Familie eruiert. Moritz Mahler und seine Töchter wurden im Rahmen der Shoah ermordet, der Vater wurde am 25. Januar 1942 nach Riga deportiert, die Töchter 1943 nach Auschwitz. Heute befindet sich in dem Haus eine Physiotherapiepraxis. |
|      | HIER WOHNTE RUTH THEA MAHLER VERH. TAUBENSCHLAG JG. 1918 DEPORTIERT 1943 ERMORDET IN AUSCHWITZ    | Finowfurt, · Hauptstraße 165 ·                | Ruth Thea Mahler wurde am 9. Mai 1918 in Berlin geboren. Ihre Eltern waren Moritz und Else Mahler. Sie hatte eine zehn Jahre ältere Schwester, Hertha. 1938, nachdem ihr Vater das Kaufhaus der Familie schließen musste, übersiedelte sie mit ihm und mit ihrer Schwester nach Berlin. Der Vater wurde vom NS-Regime im Januar 1942 nach Riga deportiert und im Zuge der Shoah ermordet. Ihre Schwester wurde am 1. März 1943 in das Vernichtungslager Auschwitz deportiert und dort ermordet, sie selbst am 2. Sie soll in Polen einen Zahnarzt namens Taubenschlag geheiratet haben. |

## Verlegedaten
Die Stolpersteine wurden von Gunter Demnig an folgenden Tagen verlegt:
- 30. März 2015: Finowfurt,[14] Groß Schönebeck[15]
- 16. November 2016: Lichterfelde, Eberswalder Straße 51[16]